# 愛媛県道312号土居魚成線
愛媛県道312号土居魚成線（えひめけんどう312ごう どいうおなしせん）は、愛媛県西予市を通る一般県道である。

## 概要
西予市城川町土居から西予市城川町嘉喜尾に至る。

### 路線データ
- 起点：西予市城川町土居（愛媛県道・高知県道2号城川檮原線交点）
- 終点：西予市城川町嘉喜尾（国道197号交点）
- 総延長：7.6 km

## 地理

### 通過する自治体
- 西予市

### 交差する道路
| 交差する道路                    | 交差する場所 | 交差する場所 |
| ------------------------------- | ------------ | ------------ |
| 愛媛県道・高知県道2号城川檮原線 | 城川町土居   | 起点         |
| 国道197号                       | 城川町嘉喜尾 | 終点         |

### 沿線
- 黒瀬川
- 三滝川
- 嘉喜尾郵便局